# Дел Норт (Колорадо)
Дел Норт (енгл. Del Norte) град је у америчкој савезној држави Колорадо.

## Демографија
По попису из 2010. године број становника је 1.686, што је 19 (-1,1%) становника мање него 2000. године.
| Група             | 2000.       | 2010.       |
| Белци             | 701 (41,1%) | 692 (41,0%) |
| Афроамериканци    | 2 (0,1%)    | 5 (0,3%)    |
| Азијати           | 7 (0,4%)    | 2 (0,1%)    |
| Хиспаноамериканци | 978 (57,4%) | 949 (56,3%) |
| Укупно            | 1.705       | 1.686       |